# Neoterebra hancocki
Neoterebra hancocki é uma espécie de gastrópode do gênero Neoterebra, pertencente a família Terebridae.